# کینگستون اپان هال
کینگستون اپان هال (به انگلیسی: Kingston upon Hull) شهری در ناحیه یورکشایر و هامبر، انگلستان است.
جمعیت این شهر ۲۵۸٬۷۰۰ نفر است. این شهر مانند سایر شهرهای انگلستان آب‌وهوای مرطوب دارد.

## شهرهای خواهرخوانده
- فری‌تاون - سیرالئون
- نیگاتا - ژاپن
- رالی، کارولینای شمالی - ایالات متحده
- ریکیاویک - ایسلند
- روتردام - هلند
- شچچین - لهستان

## نگارخانه

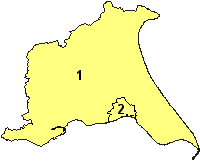
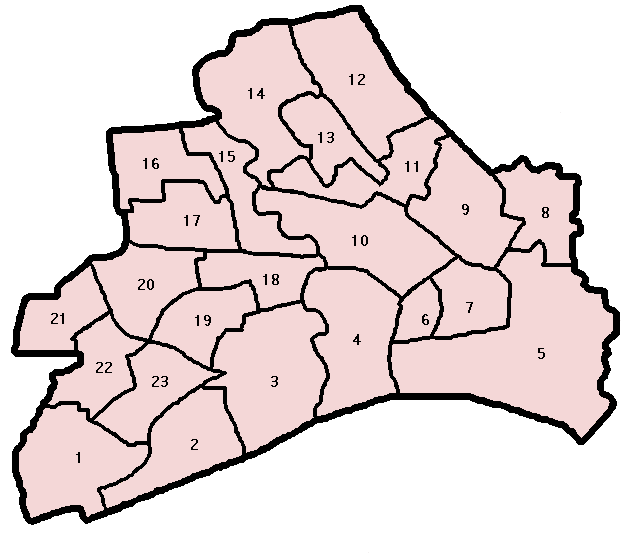
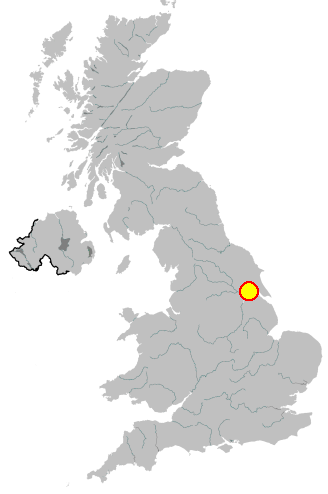
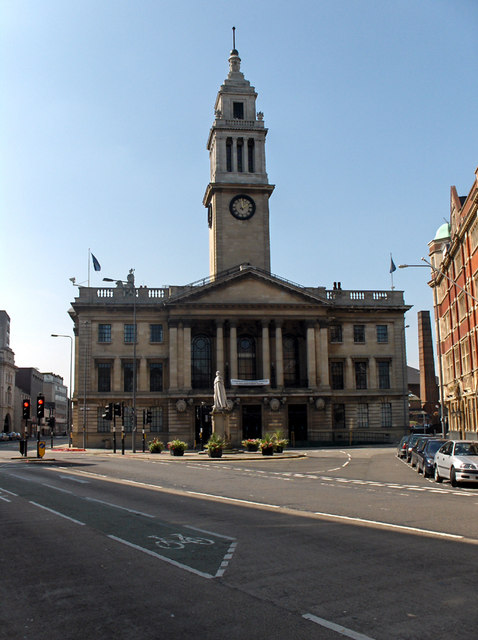
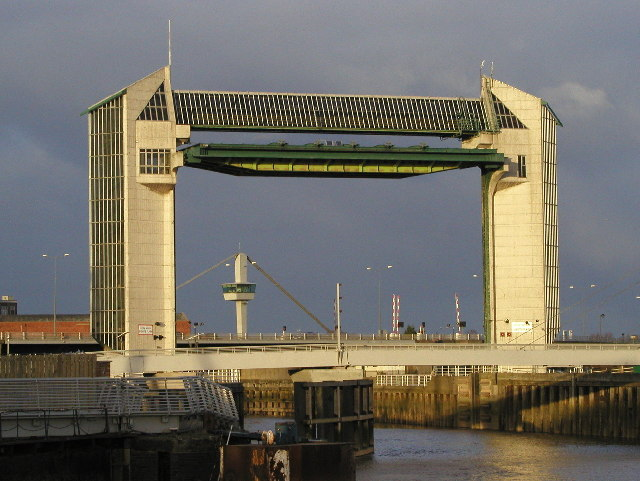
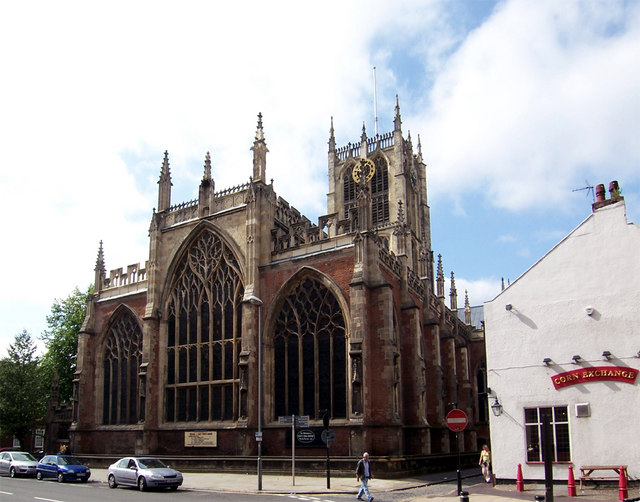